# 男の子のように (アルバム)
『男の子のように』（原題：Boys in the Trees）は、アメリカ合衆国のシンガーソングライター、カーリー・サイモンが1978年に発表した7作目のスタジオ・アルバム。

## 背景
前作『見知らぬ二人』（1976年）と本作の間に、サイモンは映画『007 私を愛したスパイ』（1977年）の主題歌「私を愛したスパイ(Nobody Does It Better)」を大ヒットさせているが、この曲は本作には収録されていない。
「ユー・ビロング・トゥ・ミー」は、当時ドゥービー・ブラザーズに在籍していたマイケル・マクドナルドとの共作で、本作に先駆けてドゥービー・ブラザーズのアルバム『運命の掟』（1977年）に収録された。「愛をいつまでも」はエヴァリー・ブラザースが1958年にヒットさせた曲のカヴァーで、当時の夫君ジェームス・テイラーがボーカルアレンジとデュエットで参加。
大部分の曲でスティーヴ・ガッドがドラムスを担当し、その他にもフュージョン系のプレイヤーが多数起用されて、「ユー・ビロング・トゥ・ミー」にはスタッフのメンバーのうち5人（ガッド、ゴードン・エドワーズ、コーネル・デュプリー、エリック・ゲイル、リチャード・ティー）及びデイヴィッド・サンボーンが参加した。

## 反響・評価
母国アメリカのBillboard 200では10位に達し、『人生はいたずら』（1975年）以来のトップ10入りを果たして、1978年5月にはRIAAによってゴールドディスクに認定され、同年8月にはプラチナ認定を受けた。
本作からの第1弾シングル「ユー・ビロング・トゥ・ミー」はBillboard Hot 100で6位、『ビルボード』のアダルト・コンテンポラリー・チャートで4位を記録。続く「愛をいつまでも」はHot 100で36位、『ビルボード』のアダルト・コンテンポラリー・チャートで2位、カントリー・シングル・チャートで33位に達した。
William Ruhlmannはオールミュージックにおいて5点満点中3点を付け「このアルバムの勝因は、サイモン自身が数年間にわたり確固たる思慮深いスタイルで強力な曲を作って、彼女と同じ世代や階層の人々の愛などを感動的に掘り下げていったことにある」と評している。

## 収録曲
特記なき楽曲はカーリー・サイモン作。
1. ユー・ビロング・トゥ・ミー - "You Belong to Me" (Carly Simon, Michael McDonald) - 3:52
2. 男の子のように - "Boys in the Trees" - 3:15
3. 幸福はどこへ - "Back Down to Earth" - 3:09
4. 愛をいつまでも - "Devoted to You" (Boudleaux Bryant) - 2:30
5. 気まぐれコウモリ - "De Bat (Fly in Me Face)" - 2:30
6. 愛のとりこ - "Haunting" - 2:29
7. 燃えるハート - "Tranquillo (Melt My Heart)" (C. Simon, James Taylor, Arif Mardin) - 4:03
8. あなただけ - "You're the One" - 3:40
9. スモール・モーメント - "In a Small Moment" - 3:10
10. ワン・マン・ウーマン - "One Man Woman" (J. Taylor) - 3:41
11. 想い出を抱きしめて - "For Old Times Sake" (C. Simon, Jacob Brackman) - 3:41

## カヴァー
「男の子のように」は、ミュージカル女優レベッカ・ルーカーのアルバム『Leaving Home』（2004年）でカヴァーされた。

## 参加ミュージシャン
- カーリー・サイモン - ボーカル、アコースティック・ギター
- ジェームス・テイラー - バックグラウンド・ボーカル(#1, #2, #5, #7)、アコースティック・ギター(#3, #4, #5)、ボーカル・アレンジ(#5)
- コーネル・デュプリー - エレクトリック・ギター(#1, #8, #10)
- エリック・ゲイル - エレクトリック・ギター(#1)
- ジェフ・ミロノフ - アコースティック・ギター(#2)、エレクトリック・ギター(#3)
- ジョン・ホール - エレクトリック・ギター(#3)、バックグラウンド・ボーカル(#5)
- ヒュー・マクラッケン - エレクトリック・ギター(#4)
- ヘイミッシュ・スチュアート - エレクトリック・ギター(#7)、バックグラウンド・ボーカル(#7)、オブリガート・ボーカル(#8)
- オニー・マッキンタイア - エレクトリック・ギター(#7)
- スチュアート・シャーフ - エレクトリック・ギター(#9)、アコースティック・ギター(#11)、オートハープ(#11)
- リチャード・ティー - エレクトリック・ピアノ(#1, #4)、ピアノ(#3, #8, #10)
- ケン・ビシェル - ピアノ(#6)、エレクトリック・ピアノ(#9)、アープ・シンセサイザー
- ドン・グロルニック - エレクトリック・ピアノ(#7)、アープ・シンセサイザー(#7)
- ゴードン・エドワーズ - ベース(#1, #8, #10)
- ウィル・リー-  ベース(#3, #4)
- トニー・レヴィン - ベース(#7, #8, #9)
- スティーヴ・ガッド - ドラムス(#1, #2, #3, #4, #6, #7, #8, #9, #10)
- デヴィッド・キャリー - マリンバ(#2)
- ルーベンス・バッシーニ - パーカッション(#5)
- クラッシャー・ベネット - コンガ(#5)、バスドラム(#5)、パーカッション(#9)
- ランディ・ブレッカー - トランペット
- マイケル・ブレッカー - テナー・サックス
- ハーヴェイ・エストリン - アルト・サックス、リコーダー
- ジョージ・ヤング - アルト・サックス
- ヤロスラフ・ヤクボヴィック - バリトン・サックス
- ロニー・キューバー - バリトン・サックス
- エディ・バート - トロンボーン
- バリー・ロジャース - トロンボーン
- ジェイムス・バフィントン - フレンチ・ホルン
- ブルックス・ティロットソン - フレンチ・ホルン
- デイヴィッド・サンボーン - アルト・サックス・ソロ(#1)
- ジョージ・マージ - リコーダー(#2)
- フィル・ボドナー - オーボエ(#6)
- マーガレット・ロス - ハープ(#6)
- グロリア・アゴスティーニ - ハープ(#6)
- ジョー・ファレル - フルート(#9)
- ルーサー・ヴァンドロス - バックグラウンド・ボーカル(#5)
- ロデリック・ジョージ - バックグラウンド・ボーカル(#5)
- ケン・ウィリアムス - バックグラウンド・ボーカル(#5)
- アリシア・オーム - バックグラウンド・ボーカル(#6)
- ルーシー・サイモン - バックグラウンド・ボーカル(#6)
- ジョアンナ・サイモン - バックグラウンド・ボーカル(#6)
- スティーヴン・ディッキンソン - バックグラウンド・ボーカル(#6)
- マーク・エンブリー - バックグラウンド・ボーカル(#6)
- シシー・ヒューストン - バックグラウンド・ボーカル(#7)
- アレックス・リガートウッド - バックグラウンド・ボーカル(#8)